# Atypisch hemolytisch-uremisch syndroom
Het atypisch hemolytisch-uremisch syndroom (aHUS) is een zeldzame, ernstige, systemische en levensbedreigende ziekte met slechte uitkomsten. aHUS treft zowel kinderen als volwassenen en gaat gepaard met trombotische microangiopathie (TMA). Bij TMA worden er bloedklonters in de kleine bloedvaten van het hele lichaam gevormd, wat kan leiden tot systemische complicaties in meerdere organen. aHUS wordt hoofdzakelijk veroorzaakt door chronische, ongeremde activering van het complementsysteem, een onderdeel van het immuunsysteem van het lichaam dat infecties bestrijdt en dienstdoet als endogene opruimmachine voor dode cellen. Normaal gezien reguleert het complementsysteem zich in hoge mate zelf met behulp van bepaalde eiwitten die de destructieve effecten ervan onder controle houden. Bij aHUS is die regulering echter verstoord, voornamelijk als gevolg van mutaties in complementregulerende eiwitten. Stoornissen in die reguleringsmechanismen kunnen leiden tot overmatige activering van het complementsysteem, wat vervolgens weer leidt tot schade aan het lichaamseigen weefsel. Een snelle diagnose van de ziekte en vroeg opstarten van de aangewezen behandeling verbetert de uitkomsten en kan de risico’s van TMA en de daaruit voortvloeiende levensbedreigende complicaties zoals nierfalen, een beroerte of hartaanval verminderen.

## Nomenclatuur
aHUS is een vorm van HUS (Hemolytisch-Uremisch Syndroom), bij kinderen goed voor slechts 5-10% van de gevallen, terwijl bij volwassenen de meeste HUS-patiënten aHUS hebben. De meeste HUS-gevallen bij kinderen worden veroorzaakt door een infectie met Shiga-toxineproducerende Escherichia coli-bacteriën, en deze vorm wordt STEC-HUS (soms ook wel D+ HUS) genoemd. In sommige publicaties wordt aHUS diarree-negatief hemolytisch-uremisch syndroom (D- HUS) genoemd. Deze naamgeving kan echter als misleidend worden beschouwd, aangezien tot 30% van de aHUS-patiënten zich wel met diarree presenteert. Er is voorgesteld om de term D- HUS niet meer te gebruiken.

## Epidemiologie
aHUS kan geïsoleerd of familiaal zijn, en lijkt niet te variëren per ras, geslacht of geografisch gebied. Zoals verwacht bij een zeldzame ziekte, zijn gegevens over de incidentie van aHUS beperkt. Een Europees register met 167 pediatrische patiënten meldde 3,3 gevallen per miljoen kinderen, met lagere cijfers bij volwassenen. Een recente studie bij 214 patiënten met aHUS wijst op een vergelijkbare incidentie bij kinderen (41,6%) en volwassenen (58,4%). De website Orphanet (een portaal voor zeldzame ziekten en weesgeneesmiddelen) meldt een prevalentie van 1-9 per miljoen mensen.

## Pathogenese
aHUS wordt veroorzaakt door chronische, ongeremde complementactivering, waardoor schade aan endotheelcellen en eindorganen ontstaat. Bij gezonde volwassenen is het complementsysteem verantwoordelijk voor het aanvallen en vernietigen van pathogenen zoals bacteriën, virussen of aangetaste lichaamscellen en het verwijderen van celresten. Het bestaat uit 3 verschillende routes: de klassieke route, de lectine-route en de alternatieve route. De eerste twee routes worden gebruikt als gevolg van respectievelijk immuuncomplex- of micro-organismenbinding en de alternatieve route is constant actief en veroorzaakt daardoor een constante inductie van het celvernietigende ‘membrane attack complex’ (MAC). Daarom is het belangrijk voor het lichaam dat het complementsysteem nauwkeurig gereguleerd is, om te voorkomen dat het schade aan gezonde weefsels en organen aanricht. Genetische mutaties van complementregulerende eiwitten (bijv. CFH, CFB, CFI, MCP, CFHR 1/3 en trombomoduline) verstoren het delicate evenwicht van de complementroute bij aHUS. Continue, ongeremde complementactiviteit resulteert in beschadiging van endotheelcellen (cellen die de bloedvaten bekleden). De daaropvolgende aanhoudende activering van trombocyten en witte bloedcellen veroorzaakt TMA, en dientengevolge ischemie, en ontsteking van de bloedvaten tot onomkeerbare weefselschade, multi-orgaanfalen en vaak overlijden. De meeste mutaties hebben een penetrantie van circa 50% en omgevingsfactoren lijken eveneens een rol te spelen bij de pathogenese.

## Klinische presentatie
Bij aHUS worden vaak niet-specifieke klachten geuit zoals malaise en vermoeidheid. Meer dan de helft van de patiënten heeft nierschade met terminale nierinsufficiëntie (end-stage renal disease (ESRD)). Vaak voorkomende klachten en symptomen zijn een verhoogd creatininegehalte, oligurie, oedeem, hypertensie, een verlaagde geschatte glomerulaire filtratiesnelheid (eGFR) of proteïnurie.
Behalve de nieren kunnen ook andere systemen prodromale symptomen vertonen:
- Een derde van de patiënten krijgt trombotische voorvallen buiten de nieren[28]
- Neurologisch systeem: circa een op de twee patiënten heeft klachten en symptomen die met de hersenen en het zenuwstelsel te maken hebben:[29] verwardheid,[30] beroerte,[29][30] convulsies,[29][30] coma,[29][31] of encefalopathie[5]
- Hart- en bloedvatstelsel: bij tot 43% van de aHUS-patiënten treedt cardiomyopathie op,[25][32] myocardinfarct (hartaanval),[11][32] hypertensie (hoge bloeddruk),[1][25][32] of diffuus vaatlijden[6] zijn ook gemeld
- Maag-darmstelsel: 37% van de patiënten heeft gastro-intestinale klachten en symptomen:[3] colitis,[10] buikpijn,[10] pancreatitis,[33] braken,[33] gastro-enteritis,[5] levernecrose[5] of diarree[13]
- Visuscomplicaties: oculaire occlusie (bloedvatafsluiting in het oog)[34]
- Huid: huidlaesie, ulcus, uitslag met petechiën[35]
- Longcomplicaties[11] Sommige aandoeningen betekenen bij patiënten met aHUS een hoog risico op verschijnselen van TMA.[16,23,35] Patiënten met aHUS krijgen TMA bij aandoeningen zoals:[5][16][36][37]
- Diarree/gastro-enteritis
- Bovensteluchtweginfecties
- Bij zwangerschap
- Maligne hypertensie
- Bij transplantatie
- Glomerulopathie
- Systemische ziekten, bijv. systemische lupus erythematodes (SLE) en scleroderma
- Maligniteiten

## Prognose
Patiënten met aHUS hebben op lange termijn een slechte prognose. Tot 79% van de aHUS-patiënten overlijdt of heeft permanente nierschade binnen 3 jaar, ondanks het gebruik van ondersteunende zorg.
Bij aHUS-patiënten met ESRD wordt een niertransplantatie zelden overwogen vanwege de hoge incidentie van een recidief van de ziekte en transplantaatfalen bij tot 90% van de patiënten met nieuwe TMA. Daarom ondergaan de meeste aHUS-patiënten met ESRD chronische dialyse, wat gepaard gaat met een slechte prognose. Bij patiënten met aHUS zijn wel gecombineerde lever-niertransplantaties geprobeerd, maar deze complexe ingreep levert een hoog mortaliteitspercentage op (een op de twee gevallen).

## Diagnose
aHUS uit zich in klinische kenmerken van TMA (trombocytopenie, microangiopathische hemolyse en symptomen van orgaandisfunctie). aHUS is echter niet de enige ziekte die systemische TMA veroorzaakt, en daarom moet er een differentiaaldiagnose worden opgesteld. Ernstige TMA komt ook voor bij trombotische trombocytopenische purpura (TTP) en Shiga-toxineproducerende Escherichia coli hemolytisch-uremisch syndroom (STEC-HUS).
Na de bevestiging van TMA aan de hand van laboratoriumwaarden voor trombocytopenie, microangiopathische hemolyse en metingen van symptomen voor orgaandisfunctie, is het van cruciaal belang om de diagnose van de onderliggende oorzaak van de ziekte te stellen. Een test op ADAMTS13-activiteit kan TTP of aHUS bevestigen en een Shiga-toxinetest kan STEC-HUS opsporen:
- ADAMTS13-activiteit gelijk aan of lager dan 5% bevestigt de diagnose TTP
- Een positieve Shiga-toxinetest op een ontlastingsmonster en bewijs van een STEC-infectie in serologiemonsters bevestigen de diagnose STEC-HUS[43]
- ADAMTS13-activiteit hoger dan 5% en de afwezigheid van Shiga-toxines in ontlastingsmonsters vergroten de kans op een positieve aHUS-diagnose

In afwachting van de ADAMTS13-uitslag kunnen de serumcreatininespiegel (SCr) en het trombocytenaantal worden gebruikt om de ADAMTS13-activiteit bij patiënten met TMA te voorspellen. Een serumcreatininespiegel >150-200 μmol/l (>1,7-2,3 mg/dl) bij volwassenen of een trombocytenaantal >30.000/mm3 sluit de diagnose van ernstige ADAMTS13-deficiëntie en daarom TTP vrijwel uit.
Hoewel aHUS hoofdzakelijk een genetische ziekte is, heeft 30-50% van de patiënten geen vast te stellen genetische mutatie. Genetisch onderzoek is daarom een onbetrouwbare optie om de diagnose van de ziekte te stellen. Niet iedere bekende genetische mutatie heeft gevolgen voor de prognose. Daarom is genetisch onderzoek, in combinatie met de beperkte beschikbaarheid van het onderzoek vanwege de hoge kosten en doordat het zo lang duurt om de resultaten te analyseren, een ongeschikte methode voor de eerste beoordeling en aanpak van aHUS.

## Behandeling

### Plasmawisseling/infusie (PE/PI)
Hoewel PE/PI frequent wordt gebruikt, zijn er geen gecontroleerde studies over de veiligheid of werkzaamheid ervan bij aHUS. Bij sommige patiënten waren er wel verbeteringen in de hematologische uitkomsten, maar bij andere patiënten bleven de verstoorde complementregulatie en TMA bestaan ondanks PE/PI in het beginstadium. Dit kan te wijten zijn aan het feit dat PE/PI niet voldoende is om gemuteerde complementfactoren te verwijderen of een tekort aan factoren te vervangen, wat erop wijst dat PE/PI een beperkte klinische respons bewerkstelligt.
De American Society for Apheresis doet een aanbeveling van graad 2C/zwak voor PE/PI als behandeling van aHUS, vanwege de ‘zwakke’ of ‘zeer zwakke’ bewijskracht voor het gebruik ervan.

### Chronische dialyse
Patiënten met aHUS en ESRD worden over het algemeen gedialyseerd, met daarbij een 5-jaarsoverlevingspercentage van circa 50%. Aangezien de systemische en ongeremde complementactivering bij aHUS-patiënten op dialyse blijft bestaan, hebben ze een meer uitgesproken complementactiviteit dan patiënten zonder aHUS. aHUS-patiënten op dialyse lopen nog steeds risico op TMA in andere organen.

### Transplantatie
Ondanks niertransplantaties bij patiënten met aHUS in het verleden, doet een niertransplantatie niets aan de ongeremde complementactivering die tot progressieve, systemische TMA leidt. Afhankelijk van de genetische mutatie krijgt tot 90% van de patiënten met aHUS de ziekte na de niertransplantatie weer terug. Na de niertransplantatie zorgt de continue ongeremde complementactivering bij aHUS ervoor dat het transplantaat verloren gaat, wat bij de meeste patiënten niet kan worden tegengegaan met PE/PI. Een gecombineerd lever-niertransplantaat is slechts weggelegd voor heel weinig patiënten, omdat de aanvoer van degelijke organen beperkt is. Bovendien blijven de ontsteking en TMA in andere organen aanhouden en bestaat er een aanzienlijk risico op overlijden dat veel artsen en patiënten te hoog vinden.

### Eculizumab
Eculizumab is een gehumaniseerd, monoklonaal antilichaam dat bindt aan de complementcomponent C5, die verantwoordelijk is voor activering van het ‘membrane attack complex’ (MAC), en zo de ongeremde activiteit van het terminale complement remt. Momenteel is eculizumab in de Europese Unie de enige complementremmer die is goedgekeurd voor de behandeling van aHUS bij volwassenen en kinderen.